# 初台南出入口
初台南出入口（はつだいみなみでいりぐち）は、東京都渋谷区にある首都高速中央環状線の出入口である。大橋JCT方面の出入口のみ設置されているハーフインターチェンジである。
山手トンネルの途中に設けられている。隣の西新宿JCTから4号新宿線新宿出入口・三宅坂方面には出られないため、大橋方面から新宿駅周辺への最寄り出入口となる。また、大橋方面から4号新宿線三宅坂方面へは当出口で一旦高速を下り、改めて新宿入口から入り直す形となる。
2022年（令和4年）4月1日以降、入口はETC専用となっている。

## 歴史
- 2007年3月 : 名称が決定される。
- 2010年3月28日 : 大橋JCT-西新宿JCT間開通に伴い、供用開始。
- 2010年7月16日 : 初台南出口（外回り）付近において内照式案内看板が本線上に落下する事故が発生[2]。
- 2022年4月1日 : 入口がETC専用になる[1]。

## 接続道路
- 東京都道317号環状六号線（山手通り）

## 周辺
- 代々木公園
- 代々木公園駅（東京地下鉄千代田線）
- 代々木八幡駅（小田急電鉄小田原線）
- 初台駅（京王電鉄京王新線）
- ブルガリア大使館
- ベトナム大使館
- 電気安全環境研究所　電気製品安全センター

## ギャラリー

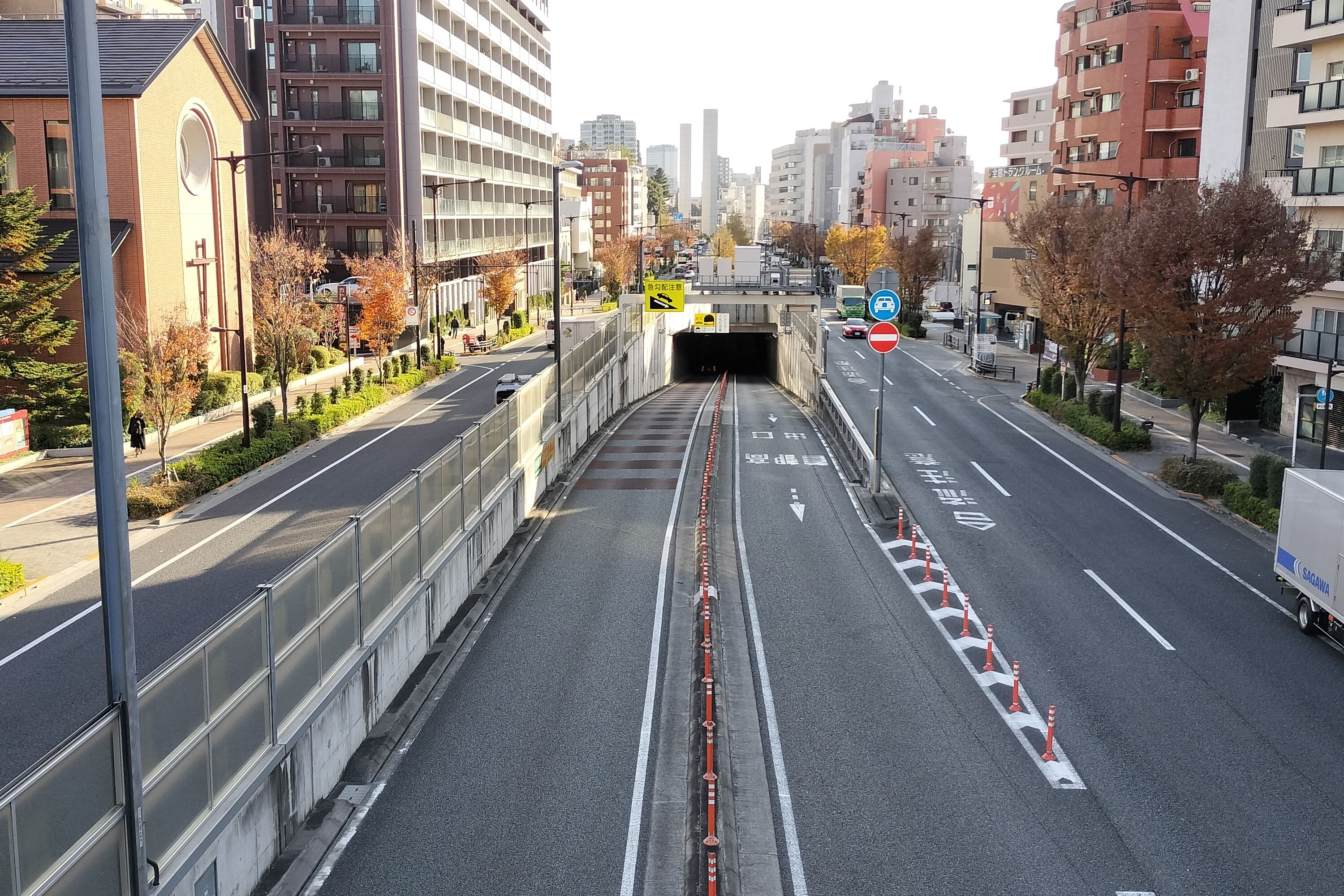
山手トンネルとの出入口（奥が南）

## 隣
首都高速中央環状線
(C22)富ヶ谷出入口 - (C23)初台南出入口 - 西新宿JCT - (C24)中野長者橋出入口